# Ergo- og fysioterapeut
Ergo- og fysioterapeuter eller fysio- og ergoterapeuter bruges ofte som en fællesbetegnelse for følgende to terapeutiske faggrupper:
- Ergoterapeuter
- Fysioterapeuter

Indtil 1. januar 2007 var den officielle betegnelse for fysio- og ergoterapeuter "terapiassistent".
| Ergoterapi og fysioterapi | Spire Denne artikel om ergoterapi eller fysioterapi er en spire som bør udbygges. Du er velkommen til at hjælpe Wikipedia ved at udvide den. |